# Terry Paine
Terence Lionel Paine, mais conhecido como Terry Paine, MBE (Winchester, 23 de Março de 1939) é um ex-futebolista inglês. Paine foi campeão do mundo em 1966 com a Inglaterra.

## Carreira
Paine fez parte do elenco da Seleção Inglesa de Futebol que disputou a Copa do Mundo de 1966.

## Títulos
Inglaterra
- Copa do Mundo: 1966